# Bjørn Rune Gjelsten
Bjørn Rune Gjelsten (Tomrefjord, 17 settembre 1956) è un imprenditore norvegese, nonché pilota offshore, pluricampione mondiale.

## Biografia
Gjelsten vinse il campionato Classe 1 in quattro occasioni: nel 2002, nel 2003, nel 2004 e nel 2006. La sua partnership con Steve Curtis è una delle più titolate del circuito. Gjelsten fu anche coinvolto, assieme a Kjell Inge Røkke, nella proprietà della società calcistica del Wimbledon e nella controversa ricollocazione della squadra nella città di Milton Keynes, pesantemente criticata dai tifosi.